# Cimetière Saint-Sébastien
Le cimetière Saint-Sébastien (Sebastiansfriedhof) est un cimetière historique de Salzbourg en Autriche. Il est attenant à l'église Saint-Sébastien de Salzbourg et servait de cimetière aux morts de l'hospice des frères de la fraternité Saint-Sébastien et notamment des pestiférés, puis il est devenu un cimetière de la bonne société de Salzbourg. Il est bordé d'arcades sur le modèle des cimetières italiens (campo santo). On y trouve entre autres la tombe de la veuve de Mozart, celle de Paracelse et du prince-archevêque Wolf Dietrich de Raitenau.

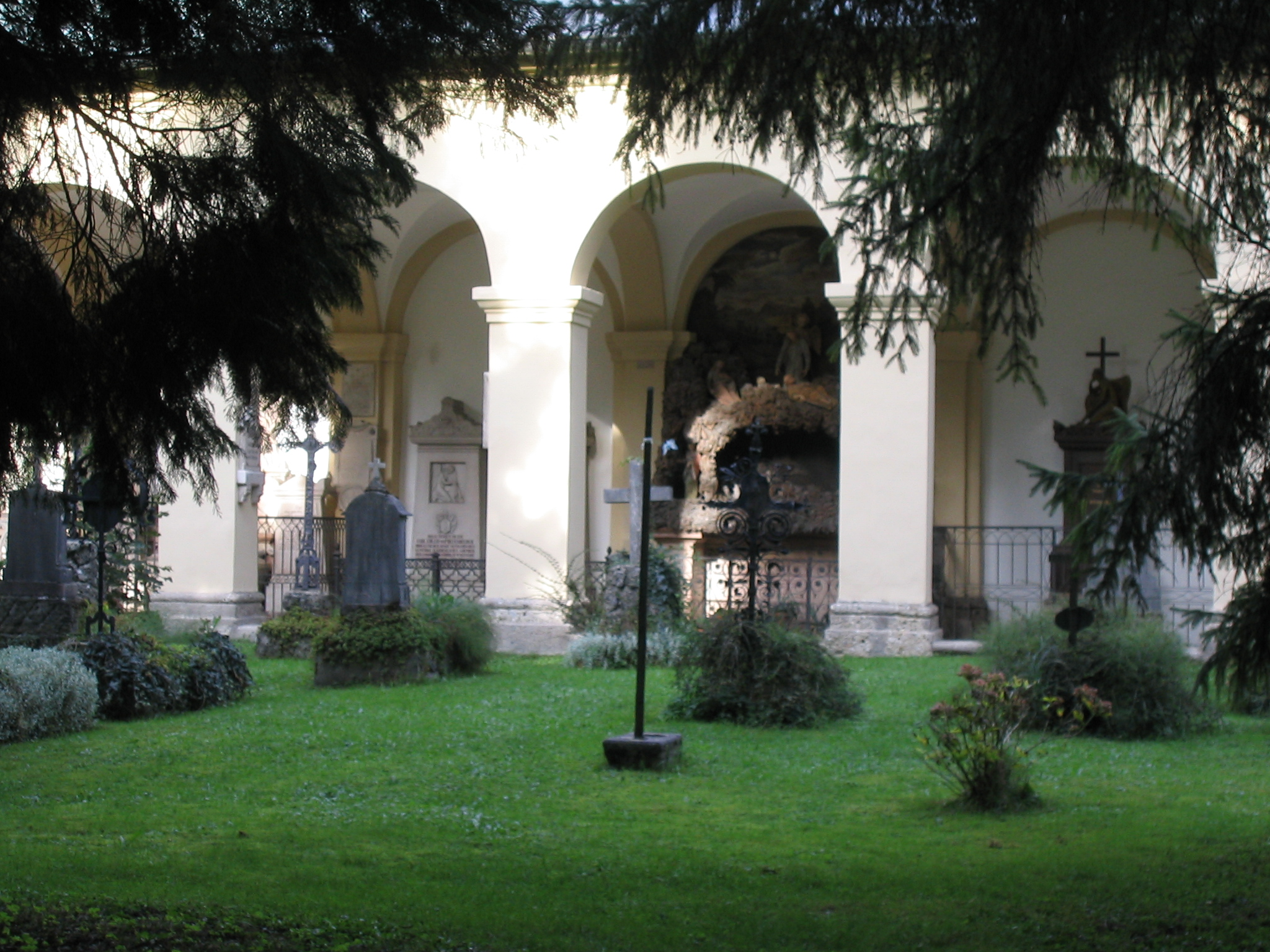
Sebastiansfriedhof, arcades et cimetière.
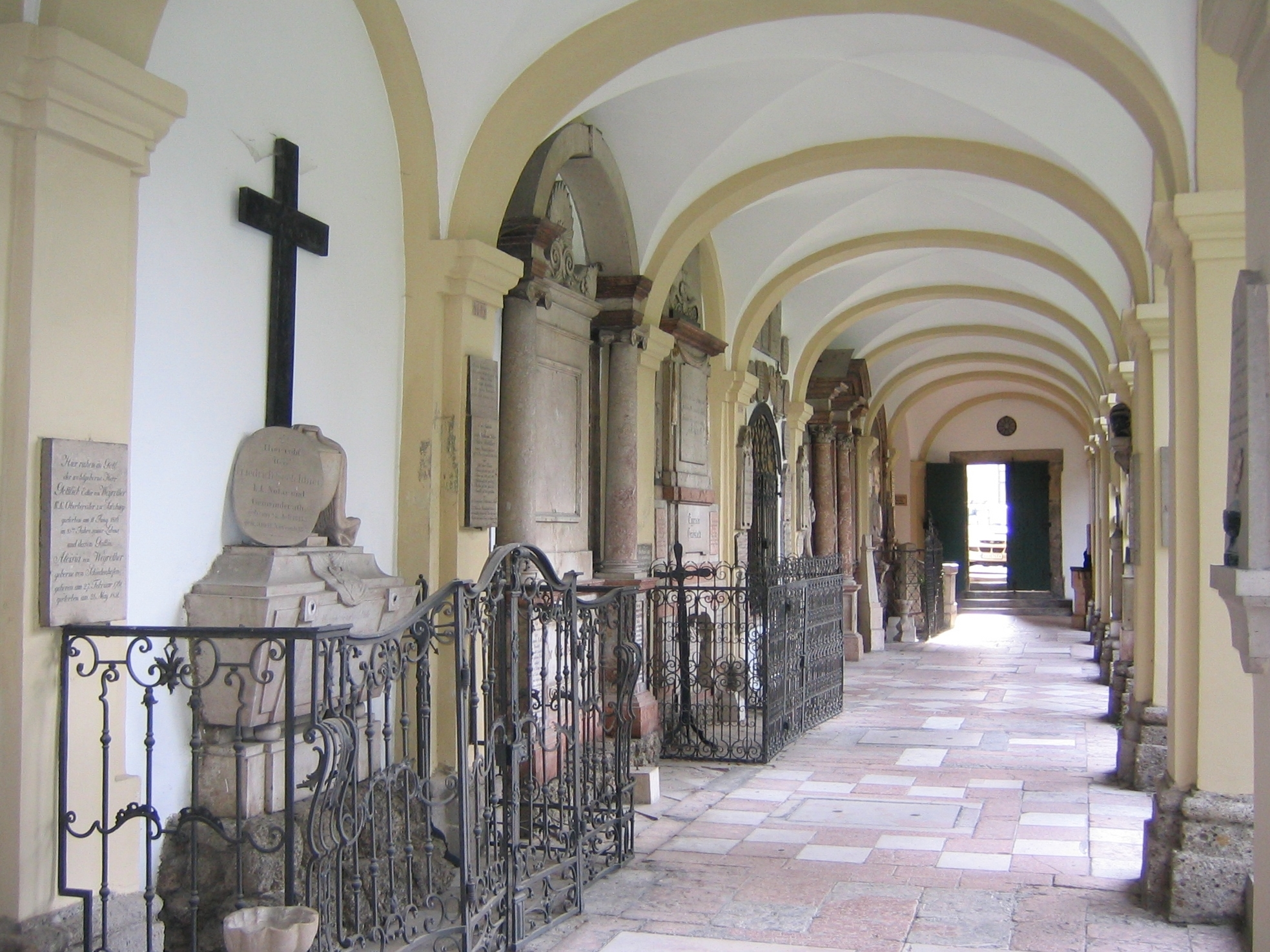
Sebastiansfriedhof, arcades de côté.
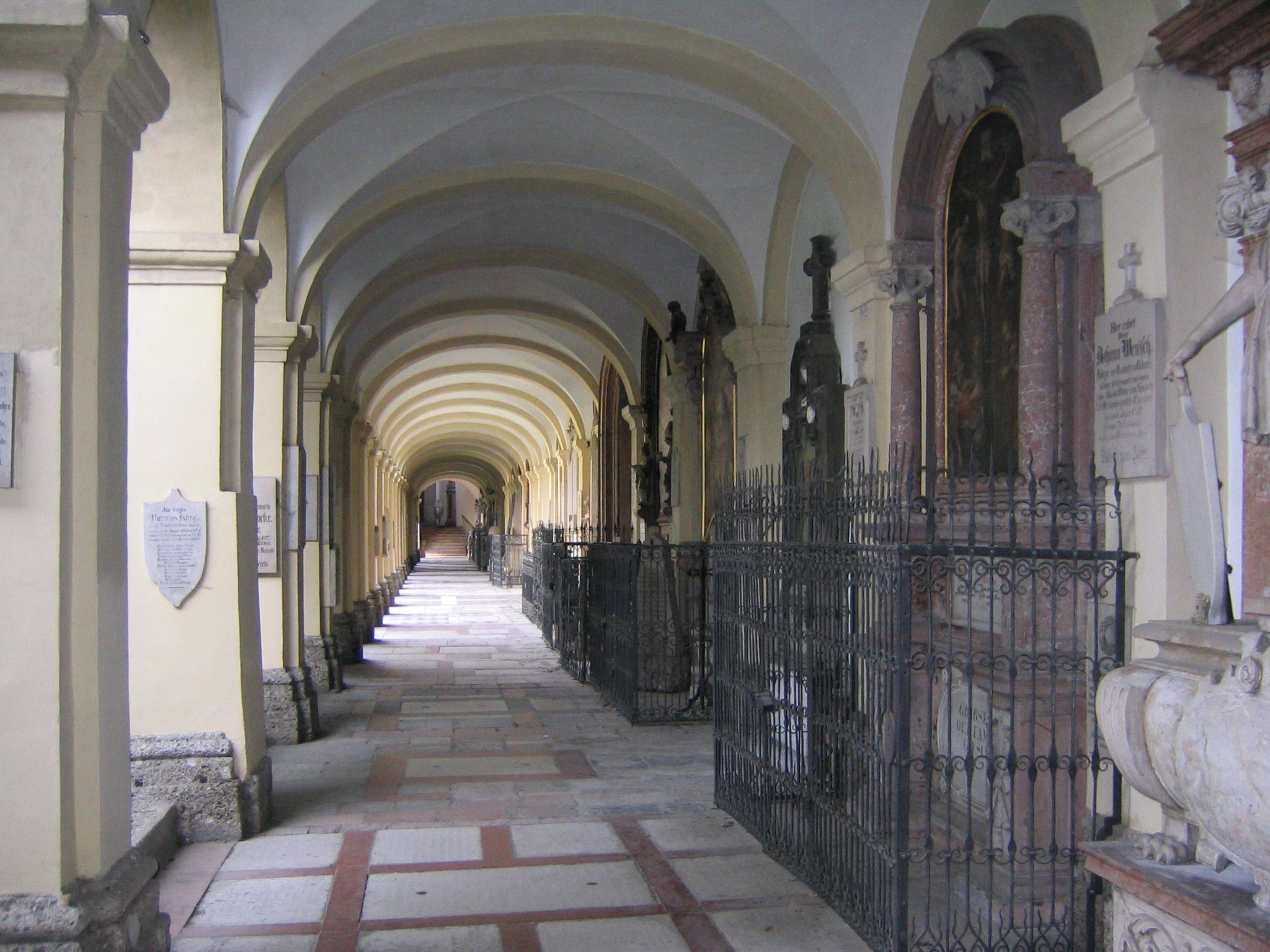
Sebastiansfriedhof, arcades de côté.

## Description
Le cimetière Saint-Sébastien est ouvert à la demande du prince-archevêque Wolf Dietrich de Raitenau et conçu par l'Italien Andrea Berteleto. Il est bâti entre 1595 et 1600. Il sert de cimetière pour les habitants de la ville, après que le cimetière de la cathédrale fut fermé en 1599. Nombre de pestiférés soignés par les frères y sont enterrés au début. Le cimetière Saint-Sébastien est fermé en 1888.
Il est de plan quadrilatère de 90 × 80 mètres et entouré de 87 arcades. La tombe du prince-archevêque Wolf Dietrich (mort en 1617) se trouve à l'intérieur de la chapelle Saint-Gabriel de forme ronde au milieu du cimetière.
Trois corridors mènent au sud-ouest vers l'église Saint-Sébastien et l'ancien hospice des frères.

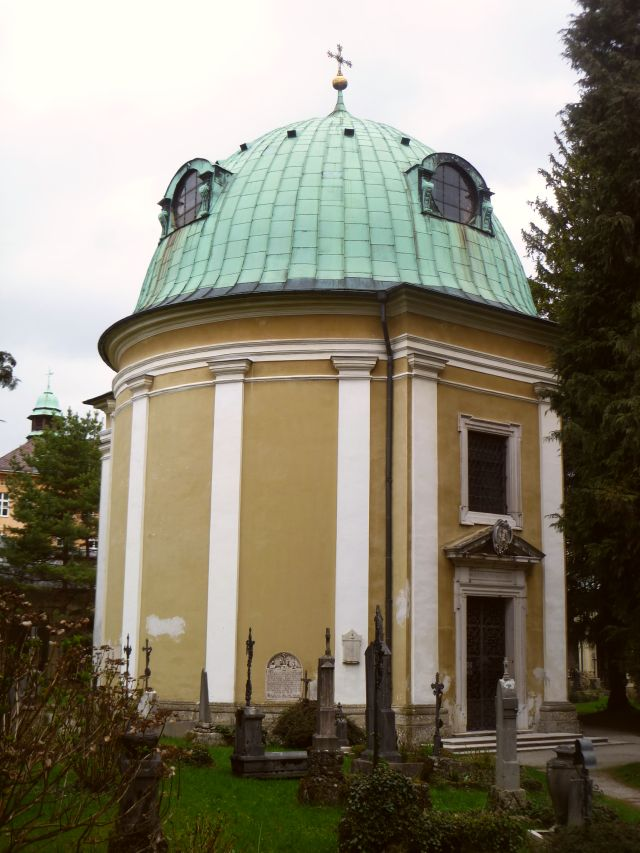
Chapelle Saint-Gabriel.
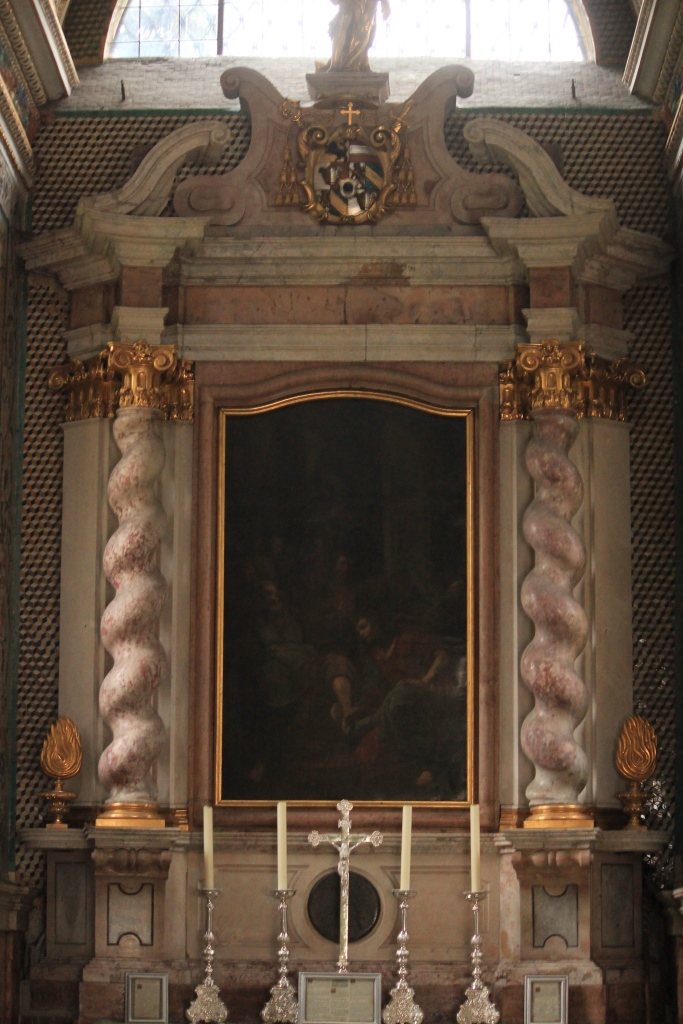
Autel de la chapelle Saint-Gabriel.
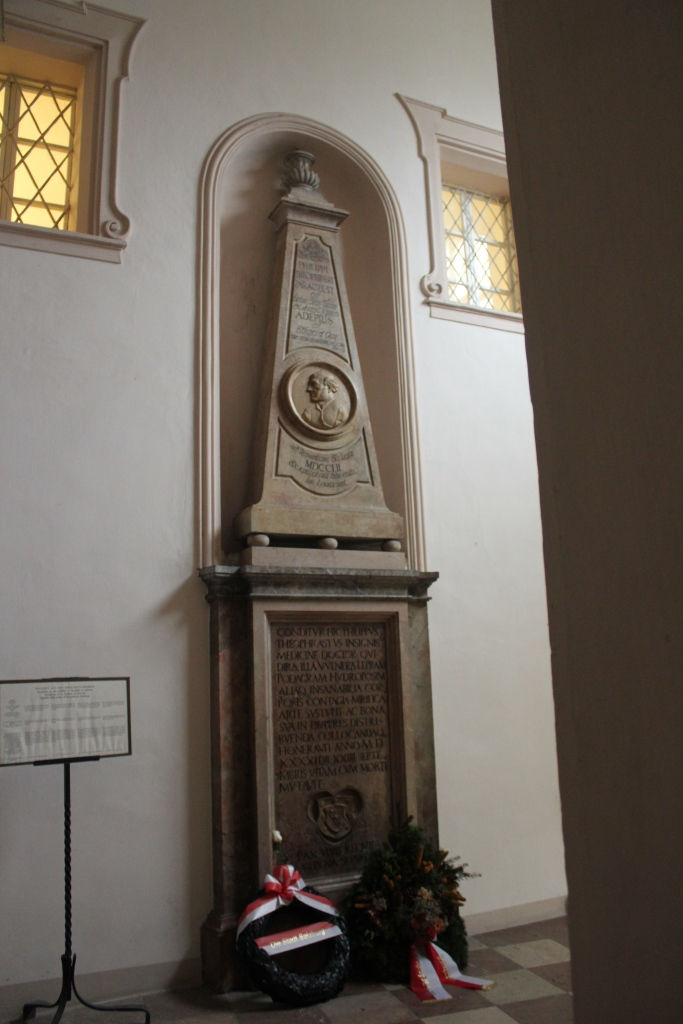
Tombe de Paracelse avec l'épitaphe Pax vivis - requies aeterna sepultis.
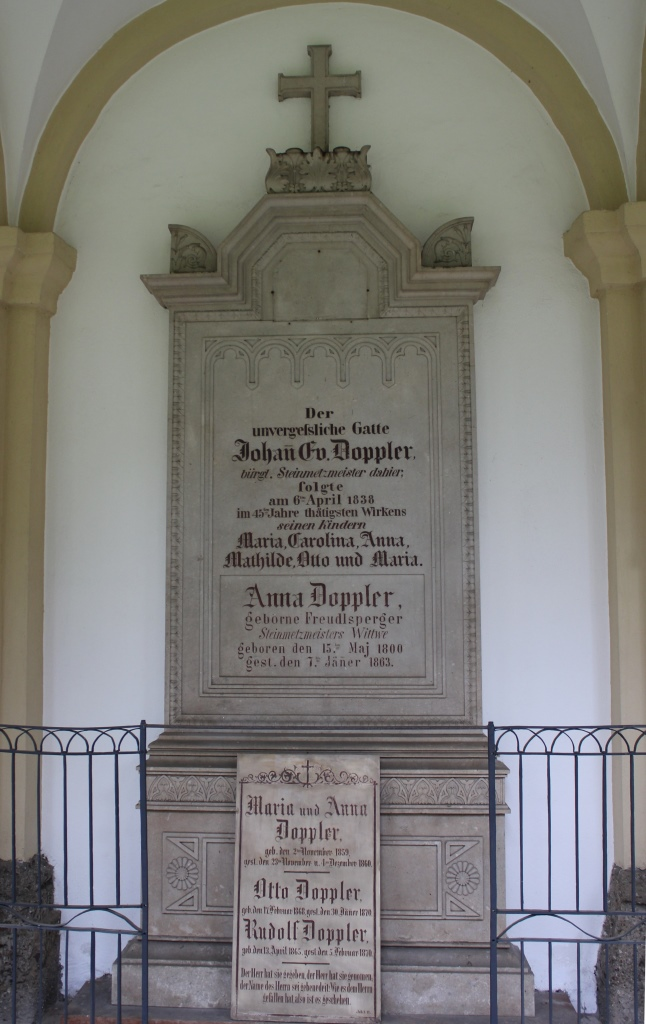
Sépulture de la famille Doppler.
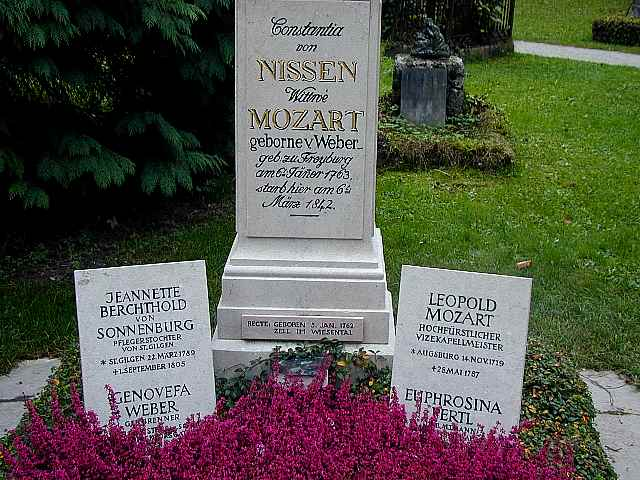
Sépulture de Constance Mozart et de la famille.
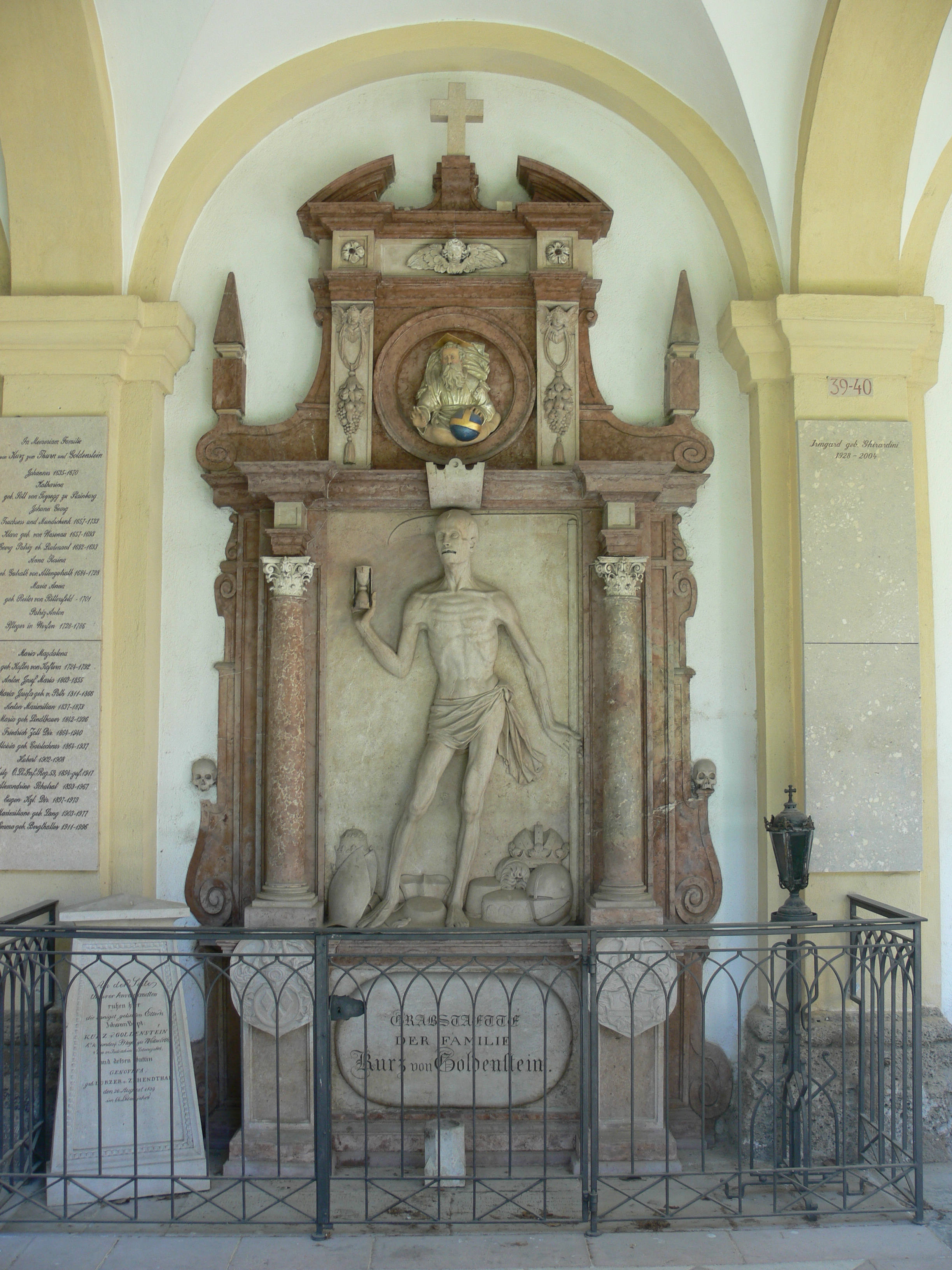
Sépulture de la famille Kurz von Goldenstein.